# Michail Steinberg
Michail Steinberg (russisch Михаил Штейнберг, wiss. Transliteration Michail Štejnberg; * 15. Januar 1952 in Charkiw; † 1976) war ein sowjetischer Schachmeister.

## Leben
Steinberg erlernte das Schachspiel in seiner Kindheit und wurde frühzeitig Mitglied der Schachsektion im Pionierpalast von Charkiw, wo er von Alexander Mazkewitsch trainiert wurde. Steinberg entwickelte sich bald zu einem vielversprechenden Talent in der damaligen Sowjetunion. Als 14-Jähriger gewann er die Jugendmeisterschaft der UdSSR für 18-Jährige, 1966 erspielte er sich im Halbfinale der UdSSR-Erwachsenenmeisterschaft eine Meisternorm und durfte zur Jahreswende 1966/67 in Groningen für die Sowjetunion an der inoffiziellen Jugendeuropameisterschaft teilnehmen. Steinberg gewann dieses Jugendturnier überlegen mit zwei Punkten Vorsprung vor dem Engländer Andrew Whiteley und dem Niederländer Jan Timman. 1967 nahm er als 15-Jähriger an der UdSSR-Meisterschaft teil, die nach Schweizer System ausgetragen wurde. Sein geteilter achter Platz erregte unter den anerkannten sowjetischen Meistern großes Aufsehen, Ex-Weltmeister Michail Botwinnik bezeichnete Steinberg als eine der größten Hoffnungen der Sowjetischen Schachschule. Im Länderkampf der Sowjetunion gegen Jugoslawien 1968 spielte Steinberg am 1. Juniorenbrett vor dem späteren Weltmeister Anatoli Karpow. 1971 gewann er am Jugendbrett von Burevestnik spielend die sowjetische Vereinsmeisterschaft.
Steinbergs Bestrebungen wurden durch eine unheilbare Krankheit durchkreuzt. Anfang der 1970er Jahre musste er sich vom Schachspiel zurückziehen und er verstarb, noch nicht 25-jährig, nach langer Krankheit.